# Comité de Amas de Casa de Siglo xx
El Comité de Amas de Casa de Siglo XX fue un conglomerado de esposas, madres, hermanas e hijas de trabajadores mineros de la mina Siglo XX. Entre 1961 y 1978 llevaron a cabo medidas de presión de todo tipo para defender los derechos de los trabajadores mineros y sus familias. Sus principales acciones se desarrollaron contra los gobiernos dictatoriales en las décadas del 60 y 70.

### Funciones y organización
El objetivo que se plantean las Amas de Casa en sus inicios es: mejorar las condiciones de vida de los trabajadores y sus familias, y acompañar a sus esposos en la lucha sindical. Sus reivindicaciones fueron:
- Reivindicación por los derechos humanos: en la dictadura demandaron Amnistía General e irrestricta, vigencia de las organizaciones sindicales y políticas, retiro de tropas militares de los distritos mineros, rescate de cadáveres.
- Reivindicación de los derechos laborales de sus esposos: demandas por despidos, aumento o reposición salarial,
- Reivindicación por la mejora de los bienes de consumo colectivo: como sanidad, escuela, vivienda, servicios higiénicos, agua potable, etc.
- Reivindicación de mejoras alimentarias: sobre todo el costo de los alimentos de la pulpería, el aumento de los cupos, y el aprovisionamiento de las pulperías.
- Reivindicación por los derechos de libertad de expresión: reclamos por medidas atentatorias contra emisoras mineras

El comité de Amas de Casa intentaba cumplir sus objetivos a través de diversas medidas de presión: principalmente la huelga de hambre, pero también manifestaciones, marchas de protesta callejeras y cortes de vías carreteras y férreas. Además, llevaron a cabo otras medidas y acciones para el cumplimiento de sus objetivos, entre ellas:
- Acompañamiento en la lucha de los trabajadores: defensa de los detenidos, envío de documentos y pliegos petitorios, apoyos orales y escritos a los trabajadores, vigilancia de rehenes y bienes del sindicato, enfrentamiento con los ‘rompehuelgas’.
- Apoyo en la lucha de los trabajadores: traslado y cuidado de heridos, elaboración de comidas y ollas comunes, asistencia a velorios y entierros de los muertos, visita a los presos políticos y, fungían también como "correo" para comunicar al movimiento sindical minero con otros sectores populares.
- Apoyo a mujeres:  búsqueda de fuentes de trabajo para mujeres, tentativa de  aproximación con las mujeres del campo.
- Participación en eventos sindicales[1][2][3]

#### Organización
El primer directorio de la organización se constituyó de la siguiente manera:
- Presidente
- Vicepresidente
- Secretaria
- Secretaria de prensa
- Secretaria Tesorera
- Vocales (5)[3]

### Historia

#### Fundación
El Comité de Amas de Casa de Siglo XX fue fundado en junio de 1961 en respuesta a la aprensión de dirigentes sindicales y trabajadores mineros de base. Las esposas de los trabajadores mineros comenzaron a organizarse el 18 de junio de 1961. El 21 de junio fundaron un Comité ad hoc, denominado Comité de Huelga Femenino, organizado por el Partido Comunista de Bolivia para luchar por las reivindicaciones proletarias en instalaciones de la Radio La Voz del Minero, con más de 300 mujeres. Destacaban Alicia Escobar, Escolástica Sánchez y Geróma Jaldín, integrantes del Partido Comunista de Bolivia, según el acta de organización. En dicha acta se hace constar que “hoy a las 14.30 del día 21 del mes de junio de 1961 años, las amas de casa, reunidas en gran asamblea acordaron organizar un Comité de Huelga Femenino”
A fines de julio de 1961, el Comité, envió una delegación a la capital. El 15 de agosto el Comité protagonizó su primera huelga de hambre, en el hemiciclo de la Cámara de Diputados, con un pliego petitorio de tres puntos: pago de salarios del mes de julio, abastecimiento de las pulperías y la libertad de dirigentes sindicales. Como resultado, el 31 de agosto, el presidente Víctor Paz Estenssoro liberó a Federico Escobar y a Irineo Pimentel.

#### La crisis de los rehenes
Las exigencias de EEUU para implementar las reformas laborales del Plan Triangular de la Alianza por el Progreso, obligaron al presidente Paz Estenssoro a poner a los campamentos mineros bajo la autoridad del gobierno central, sin embargo, se topó con la resistencia de los trabajadores, principalmente de la mina Siglo XX
En agosto de 1963, funcionarios del USIS (Servicio de Información de Estados Unidos) como parte de una operación encubierta, ofrecieron 45 mil dólares a líderes sindicales de Catavi para dos escuelas en la región. Los líderes sindicales les invitaron a entregar los fondos directamente en Catavi.El 6 de diciembre de 1963 se debía llevar a cabo el Congreso en Colquiri, este fue suspendido, y el camión en el que se retiraban de Colquiri Federico Escobar e Irineo Pimentel fue atacado por agentes del Control Político de Víctor Paz Estenssoro, y los tomaron presos. En respuesta, los mineros de Siglo XX irrumpieron en Catavi y secuestraron a 17 rehenes, entre ellos un funcionario del USIS, dos de USAID, y uno del cuerpo de paz, además de funcionarios de COMIBOL. que estaban en Catavi para entregar el dinero para las escuelas.
Las Amas de Casa se hicieron cargo de los rehenes, a cargo de Geroma Romero y Norberta de Aguilar, quien quedó como secretaria del Comité. Según algunos testimonios había 19 mujeres a cargo. Domitila Barrios recuerda que las mujeres fueron con sus hijos y dispusieron cartuchos de dinamita para que estallen todos, si el ejército ingresaba.
Varios relatos, recuerdan que los trabajadores aceptaron liberar a los rehenes, pero que las Amas de Casa se opusieron hasta lograr la libertad de los dirigentes. Al final, fue la Iglesia la que intercedió para que los rehenes sean liberados sanos y salvos, ocho días después de su captura.

#### El Comité en la dictadura
En 1964 asumió como presidente del país René Barrientos Ortuño luego de un golpe militar. La dictadura de Barrientos fue particularmente represiva con los trabajadores mineros con ayuda del pacto militar campesino. Se encarceló y deportó a muchos trabajadores.
En 1965 asumió como secretaria general del Comité Domitila Barrios. Ese mismo año, el 17 mayo, el gobierno declaró estado de sitio para intensificar la guerra contra los sindicatos mineros. El 24 de mayo, unos días después, se dicta el Decreto de “Re-ordenamiento Administrativo de la COMIBOL” a partir del cual se rescinden todos los contratos de los trabajadores mineros y se procede a una nueva contratación del personal. El decreto también establecía disminuir hasta el 40 % de los sueldos de muchos trabajadores mineros, y prohibir toda reunión sindical. Los sindicatos y el Comité de Amas de Casa estaban en la clandestinidad.
En 1967 ocurrió la Masacre de San Juan. Según cuentan las integrantes del Comité de Amas de Casa, el 24 de junio tenía que inaugurarse un ampliado de mineros. Una noche antes, al promediar las 4 de la mañana lograron ver soldados con fusiles. Sonó la sirena del sindicato y comenzó un tiroteo con morteros y metralletas, que se extendió hasta las 8 de la mañana. A las 9 o 10 de la mañana, las amas de casa cuentan que salieron de sus casas y se encontraron con varios heridos y muertos.
En 1971, tras un golpe de estado, asumió como presidente de Bolivia Hugo Banzer Suárez. Según testimonios de las amas de casa, ese día los militares fueron a la Radio Pio XII y golpearon y apresaron a los curas. Cerraron esa radio, la Voz del Minero y todas las radios que tenían. Durante la dictadura de Hugo Banzer, los sindicatos nuevamente entraron en la clandestinidad.
En el periodo comprendido entre 1965 y 1978 las amas de casa, pese a estar la mayor parte del tiempo en la clandestinidad, llevaron a cabo varias acciones: viajaban llevando documentos de los dirigentes, hacían correr panfletos, algunas fueron presas y torturadas.

#### La huelga hambre
En varias ocasiones, intentaron organizar huelgas de hambre, hasta que en 1977 lograron instalar la huelga de hambre más importante en la historia el país.
El 28 de diciembre de 1977 inició la emblemática huelga de cuatro mujeres del Comité de Amas de Casa de Siglo XX: Aurora Villarroel de Lora, Nelly Colque de Paniagua, Angélica Romero de Flores y Luzmila Rojas de Pimentel. Las cuatro mujeres, con sus 14 hijos inician en el Arzobispado en la ciudad de La Paz la huelga de hambre. De manera simultánea otras mujeres del Comité instalan piquetes de huelga en diversos lugares de la ciudad de La Paz y en otros lugares del país. Se suman otros sectores de mujeres como las activistas aglutinadas en la Unión de Mujeres de Bolivia (UMBO). La huelga fue desarrollada en 24 locales de 8 departamentos del país.
El pliego petitorio era: 1) Amnistía total para presos, prófugos y desterrados; 2) Reposición laboral de todos los trabajadores despedidos por cuestiones sindicales y políticas; 3) Vigencia de todos los sindicatos y partidos políticos y; 4) Repliegue de las tropas militares que ocupan los centros mineros.
En varias ocasiones, el gobierno dictatorial subestimó la huelga. Sin embargo, luego de 21 días de iniciada la huelga, el gobierno decretó la amnistía para todos los presos y la reincorporación de los trabajadores que habían sido despedidos.